# Lawineball
De Lawineball is een systeem dat door wintersporters buiten de gezekerde pisten werd gebruikt om bij bedelving door een lawine snel teruggevonden te worden. Het systeem wordt tegenwoordig bijna niet meer gebruikt omdat de lawinepiep de functie overgenomen heeft.

## Werking
De lawinebal bestaat uit een bal gemaakt van een springveer en canvas die met een lang touw aan de wintersporter vastzit door middel van een speciaal vest. De bal zit opgevouwen in een speciaal zakje dat boven op de rugzak van de wintersporter is bevestigd. Indien de wintersporter door een lawine gegrepen wordt probeert hij de bal weg te gooien. De bal is licht en blijft dus op het oppervlak van de lawine liggen. Door het koord aan de bal te volgen kan het slachtoffer gevonden worden.